# Tianshan (Urumqi)
Tianshan (en chino, 天山区; pinyin, Dábǎnchéng qū; literalmente, ‘montaña celestial’, en uigur: تەڭرىتاغ رايونى, romanizado: Tengritagh rayoni) es un distrito urbano bajo la administración directa de la Prefectura Urumqi en la Región autónoma de Sinkiang, República Popular China. Su área es de 170 km² y su población total para 2020 fue cercana a los 700 mil habitantes.

## Administración
Desde octubre de 2021, el distrito de Tianshan se divide en 16 pueblos que se administran en subdistritos.